# تاکویا میزوگوچی
تاکویا میزوگوچی (انگلیسی: Takuya Mizoguchi؛ زادهٔ ۹ مهٔ ۱۹۹۵) بازیگر اهل ژاپن است.